# Peter Willcox
Peter Henry Willcox, né le 6 mars 1953 aux États-Unis, est un militant américain de Greenpeace.

## Biographie
Il est notamment connu pour avoir été le capitaine du Rainbow Warrior lors de sa destruction en 1985 par les services secrets français.
Il a participé également à des campagnes contre la chasse à la baleine, les essais nucléaires et la pêche au chalut en eau profonde.
En septembre 2013, Willcox est arrêté en Russie avec l'équipage du MV Arctic Sunrise à la suite de leurs protestations contre une plate-forme pétrolière.

## Postérité
Dans le film Le Rainbow Warrior (1992) de Michael Tuchner, son rôle est joué par Jon Voight.